# O Nosso Tempo É Hoje
O Nosso Tempo É Hoje é o terceiro álbum ao vivo do cantor e compositor brasileiro Luan Santana. O álbum foi gravado em 7 de julho de 2013, na Arena Maeda, em Itu, no estado de São Paulo, e lançado em 21 de outubro do mesmo ano.  O Nosso Tempo é Hoje gerou três singles oficiais e um promocional. O álbum recebeu certificação de platina pela venda de mais de 100 mil cópias, enquanto o DVD recebeu certificação de platina triplo, pela venda de mais de 150 mil unidades.

## Produção
Luan tratou a produção deste DVD como “uma festa ousada e grandiosa”. A direção de vídeo é assinada por Joana Mazzucchelli, que houvera dirigido o segundo DVD de Santana, Ao Vivo No Rio, com produção musical de Dudu Borges e realização da produtora Polar Filmes. O DVD foi baseado em produções internacionais, e a gravação custou R$3,5 milhões.
O show, gravado em 7 de julho de 2013, na Arena Maeda, em Itu, no estado de São Paulo, teve como ideia inicial construir um mundo de Santana e de seus fãs, assim a área do show foi fechada em 360°, dando a sensação de que as imagens são em 3D e de que é possível interagir com o show. Além da tecnologia e produção internacional, o evento contou com vários efeitos especiais, inspirado nos grandes festivais eletrônicos do mundo, como tintas neons, animadores, a iluminação do palco, totalmente em LED, flores-de-lótus como chafarizes. juntamente com os camarotes em forma de cabana.

## Promoção e lançamento

### Pré-lançamento e divulgação
Em 2 de outubro de 2013, o cantor disponibilizou o primeiro teaser do DVD, um vídeo em seu canal no Youtube. Na mesma data, foi anunciado que no dia 7 de outubro, o canal do cantor no YouTube lançaria o vídeo da canção “Tudo Que Você Quiser”.
Em 19 de outubro, uma ação simultânea, feita pela rede Cinemark, exibiu a produção, que traz também um making of do show, em 18 capitais brasileiras, incluindo Florianópolis, Campinas, São Paulo, Rio de Janeiro, Porto Alegre, Salvador, Recife, Campo Grande, Cuiabá, Londrina, Curitiba, Fortaleza, Vitória e Manaus. E, no dia 20, um dia antes do CD e do DVD chegarem às lojas, o novo site de Luan foi lançado.

### Singles
O Nosso Tempo É Hoje gerou três singles oficiais e um promocional. O primeiro single, "Tudo Que Você Quiser", foi lançado em 15 de outubro de 2013. Este foi seguido por "Donzela", lançado em 16 de dezembro de 2013, como single promocional. Em 13 de março de 2014, "Cê Topa" foi lançado como o segundo single. O single final do álbum, "Tanto Faz", foi lançado em 31 de julho de 2014.

### Turnê
Para promover o álbum, Luan Santana embarcou na turnê homônima, a qual teve início no Citibank Hall, em São Paulo, em 21 de fevereiro de 2014; e término em Santa Cruz do Rio Pardo, no estado de São Paulo, em 	14 de janeiro de 2015.

## Lista de faixas
| O Nosso Tempo É Hoje – CD |                                                           |                                                               |          |  |
| N.º                       | Título                                                    | Compositor(es)                                                | Duração  |  |
| 1.                        | "Um Brinde ao Nosso Amor"                                 | Luan Santana, Matheus Aleixo                                  | 4:21     |  |
| 2.                        | "Tudo Que Você Quiser"                                    | Matheus Aleixo, Felipe Oliver                                 | 4:09     |  |
| 3.                        | "Garotas Não Merecem Chorar"                              | Luan Santana, Matheus Aleixo, Felipe Oliver                   | 3:08     |  |
| 4.                        | "Cê Topa"                                                 | Luan Santana, Douglas Cezar, Caco Nogueira, Dudu Borges       | 2:48     |  |
| 5.                        | "Sogrão Caprichou"                                        | Luan Santana, Cristiano Savatti, Bruno Caliman, Márcia Araújo | 2:48     |  |
| 6.                        | "Tanto Faz"                                               | Matheus Aleixo, Felipe Oliver                                 | 2:36     |  |
| 7.                        | "Parede Branca"                                           | Bruno Caliman                                                 | 3:07     |  |
| 8.                        | "Voar Outra Vez"                                          | Luan Santana, Matheus Aleixo, Felipe Oliver                   | 3:57     |  |
| 9.                        | "Te Esperando"                                            | Bruno Caliman, Matheus Santos                                 | 4:37     |  |
| 10.                       | "Multiplica"                                              | Caco Nogueira, Douglas Cezar                                  | 3:05     |  |
| 11.                       | "Donzela"                                                 | Luan Santana, Umberto Tavares, Jefferson Junior, Dudu Borges  | 2:25     |  |
| 12.                       | "Te Vejo Linda"                                           | Luan Santana, Douglas Cezar, Caco Nogueira                    | 2:41     |  |
| 13.                       | "Pot-Pourri Modão: Anjo Loiro / O Último dos Apaixonados" | Piska, Alexandre, Rocky / Joel Marques, Macarai               | 3:21     |  |
| 14.                       | "Isso Que É Amor"                                         | Bruno Caliman, Márcia Araújo                                  | 3:14     |  |
| 15.                       | "Promete"                                                 | Luan Santana                                                  | 3:21     |  |
| 16.                       | "O Nosso Tempo É Hoje"                                    | Luan Santana, Dudu Borges, Caco Nogueira                      | 3:22     |  |
| 17.                       | "Te Vivo"                                                 | Luan Santana, Thiago Servo                                    | 3:36     |  |
| 18.                       | "Cabou, Cabou"                                            | John Paixão                                                   | 2:44     |  |
| 19.                       | "Mais Que Amigos"                                         | Dalvimar G.                                                   | 3:08     |  |
| 20.                       | "Nêga"                                                    | Luan Santana, Thiago Servo                                    | 4:20     |  |
| Duração total:            | Duração total:                                            | Duração total:                                                | 01:06:53 |  |

| O Nosso Tempo É Hoje – DVD |                                                           |         |  |
| N.º                        | Título                                                    | Duração |  |
| 1.                         | "Abertura"                                                |         |  |
| 2.                         | "Um Brinde ao Nosso Amor"                                 |         |  |
| 3.                         | "Tudo Que Você Quiser"                                    |         |  |
| 4.                         | "Garotas Não Merecem Chorar"                              |         |  |
| 5.                         | "Cê Topa"                                                 |         |  |
| 6.                         | "Sogrão Caprichou"                                        |         |  |
| 7.                         | "Tanto Faz"                                               |         |  |
| 8.                         | "Parede Branca"                                           |         |  |
| 9.                         | "Voar Outra Vez"                                          |         |  |
| 10.                        | "Te Esperando"                                            |         |  |
| 11.                        | "Multiplica"                                              |         |  |
| 12.                        | "Donzela"                                                 |         |  |
| 13.                        | "Te Vejo Linda"                                           |         |  |
| 14.                        | "Pot-Pourri Modão: Anjo Loiro / O Último dos Apaixonados" |         |  |
| 15.                        | "Isso Que É Amor"                                         |         |  |
| 16.                        | "Promete"                                                 |         |  |
| 17.                        | "O Nosso Tempo É Hoje"                                    |         |  |
| 18.                        | "Te Vivo"                                                 |         |  |
| 19.                        | "Cabou, Cabou"                                            |         |  |
| 20.                        | "Mais Que Amigos"                                         |         |  |
| 21.                        | "Nêga"                                                    |         |  |
| 22.                        | "Making Of 'Construindo Um Sonho'" (Extras)               |         |  |
| 23.                        | "O Amor Coloriu" (Videoclipe) (Extras)                    |         |  |

## Certificação
| País          | Formato | Certificação | Vendas    |
| ------------- | ------- | ------------ | --------- |
| Brasil - ABPD | CD      | 1× Platina   | 100.000 + |
| Brasil - ABPD | DVD     | 3× Platina   | 150.000 + |